# Ramón Indalecio Cardozo
Ramón Indalecio Cardozo (Villarrica, 16 de mayo de 1876-Buenos Aires, 20 de abril de 1943) fue un destacado docente paraguayo, propulsor de la corriente pedagógica "Escuela Nueva", autor de numerosas obras enfocadas al mejoramiento de la calidad educativa de su país.
“Solamente con el amor se puede hacer el milagro de la educación”

## Infancia y juventud
Nació el 16 de mayo de 1876, en la ciudad de Villarrica. Hijo de Josefa Cardozo y de Antonio Taboada, nieto de Máxima Vayo. Tuvo seis hermanos. De su educación se encargaron su madre y una tía llamada Balbina.
En el año 1885, ingresó a la Escuela Municipal de Villarrica. En 1889 termina el tercer curso y se prepara para viajar a la capital a proseguir, sus estudios. Fue becado por el Gobierno.
En las vacaciones del año 1892, tuvo su primer empleo como Bibliotecario de la Sociedad “El Porvenir Guaireño”. 
Para el año 1893, ingresó al Colegio Nacional de la Capital. En 1895, su situación económica le obliga a trabajar y así se inicia como maestro de grado en el Colegio Modelo de Dr. Clementino Billordo (Correntino).
En 1896, se crea la Escuela Normal de Maestro y en ella se preparó para serlo.

## Trayectoria

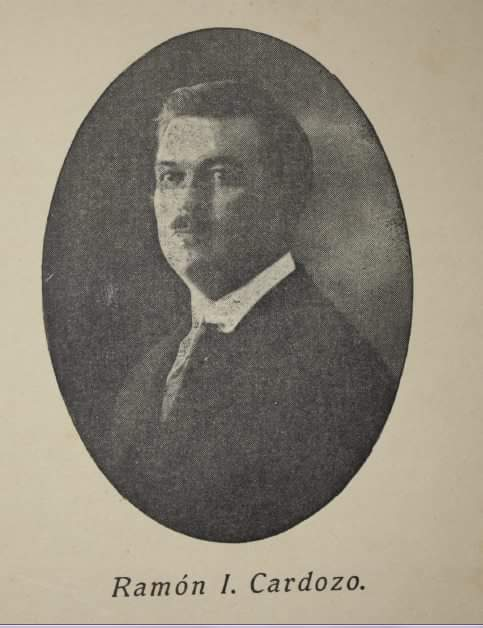
Cardozo, foto sin fecha.

En el año 1898 fue a Villarrica a hacerse cargo de la Dirección de la Escuela Graduada de Varones. Desde 1898 enseñaba Historia del Paraguay y Contabilidad. Contribuyó a la reorganización del Club “El Porvenir Guaireño” y fue secretario del mismo por muchos años. En 1903 contrae matrimonio con Juana Sosa Ortigoza (maestra).
En 1905 publicó su primer libro “Pestalozzi y la enseñanza contemporánea”. Recuerda el Maestro que entre sus alumnos se distinguían por su afición literaria: Manuel Ortiz Guerrero, Leopoldo Ramos Jiménez y Juan Natalicio González.
En 1920 adquirió una imprenta y publicó un periódico con la denominación “El Orden”, el cuerpo de redactores se compuso de Carísimo, Ruffinelli, Luis Chase, Enrique Jara Casco, y de director – Propietario el Maestro Cardozo.
En 1921, época del Presidente Manuel Gondra es nombrado por éste en la capital, director general de Escuelas; al cual presentó su Plan de Acción que era:
1. Depurar la Administración escolar.
2. Reformar la orientación de la enseñanza.
3. Llevar los beneficios de la instrucción a los últimos rincones de la República.
4. Mejorar las condiciones económicas de los maestros.

En 1922 presentó su primera Memoria sobre la enseñanza primaria y normal por el cual mereció felicitaciones del Ministro Da Rosa.
En 1923 presentó su segunda Memoria sobre el estado de la instrucción primaria y normal. Ese mismo año sometió a consideración del Consejo, el proyecto de dar a las escuelas nacionales nombres de los países americanos para apoyar en forma objetiva al americanismo. El Consejo lo aprobó y la idea encontró mucha simpatía en el público. Surgieron entonces las escuelas “República Argentina”, “República del Brasil”, “República Oriental del Uruguay”, “República de Chile”, hasta la de “República de Bolivia.
En 1928 para estimular el desarrollo de la enseñanza del arte culinario realizó en la escuela “Adela Speratti” la primera exposición del arte culinario, esto fue aprobado por el Consejo para las escuelas nocturnas, destinados a aquellas personas que trabajaban durante el día y acudían al aula durante la noche. También se dedicaron a la enseñanza de la música en la escuela, para educar el sentimiento, para desarrollar la cultura artística.

## Reforma Educativa
En el año 1924 bajo la presidencia del Dr. Eligio Ayala fue aceptado su proyecto sobre la Reforma Escolar, iba a hacerse la primera ley de educación primaria. El 18 de diciembre de 1924 fue aprobado por decreto la Ley N.º 689.
En febrero de 1925 presentó a la consideración del Consejo un Proyecto de modificación del plan de estudios de las Escuelas Normales y nuevos programas analíticos para los mismos, los cuales fueron estudiado, aprobado y elevado al Poder Ejecutivo que decretó el 21 de febrero su aprobación y uso.

## Publicaciones
El Maestro Cardozo preocupado por la formación de los niños paraguayos que leían libros hechos por argentinos y enseñados por maestros argentinos tomó la determinación de hacer el libro “El paraguayo I " y en 1927 ya puso en circulación “El paraguayo II y III”.
Ese mismo año hace imprimir el primer librito de Pedagogía escrito de acuerdo al programa de primer año normal para los alumnos normalistas. El 14 de mayo de 1927 se produjo la inauguración del nuevo palacete de la Escuela Normal de Profesores.

## Visita de Lujo
En 1930, la visita del Profesor Adolphe Ferrière (suizo) tuvo eco en el mundo pedagógico y marcó época en la escuela paraguaya, doctor en sociología, Vicepresidente de la Liga Internacional de Educación Nueva, director adjunto de la Oficina Internacional de Educación en Ginebra, redactor en jefe de la revista “Para la Era Nueva”, autor de libros sobre la escuela activa. Visitó varias escuelas tanto en la capital como en el interior del país. Quedó realmente impresionado de la enseñanza activa. 
Elogió la labor del Maestro Ramón Indalecio Cardozo diciendo: “Es un hombre sabio y concienzudo; habla poco; pero lee mucho. Ve claro y su voluntad, hecha de paciencia, mueve montaña. Las montañas de la inercias, de prejuicios, de las bestialidades humanas”.
El profesor Férrière dijo: realmente encontré una escuela rural mejor adaptada a las necesidades rurales como no hallé en ninguna otra parte mejor, preponderancia de la jardinería sistemática, teórica y sobre todo práctica y de trabajos manuales; pequeñas industrias practicadas con las materias primas del país. Encontré la coeducación de los sexos francamente aceptada, con división del trabajo útil; enseñanza de menesteres de casa y de la puericultura a las jóvenes en todas las escuelas y elementos de preparación profesional reservada a los varones. Un maestro como Ramón I. Cardozo honra no solamente su nación sino también la humanidad.

## Resultado de la Reforma

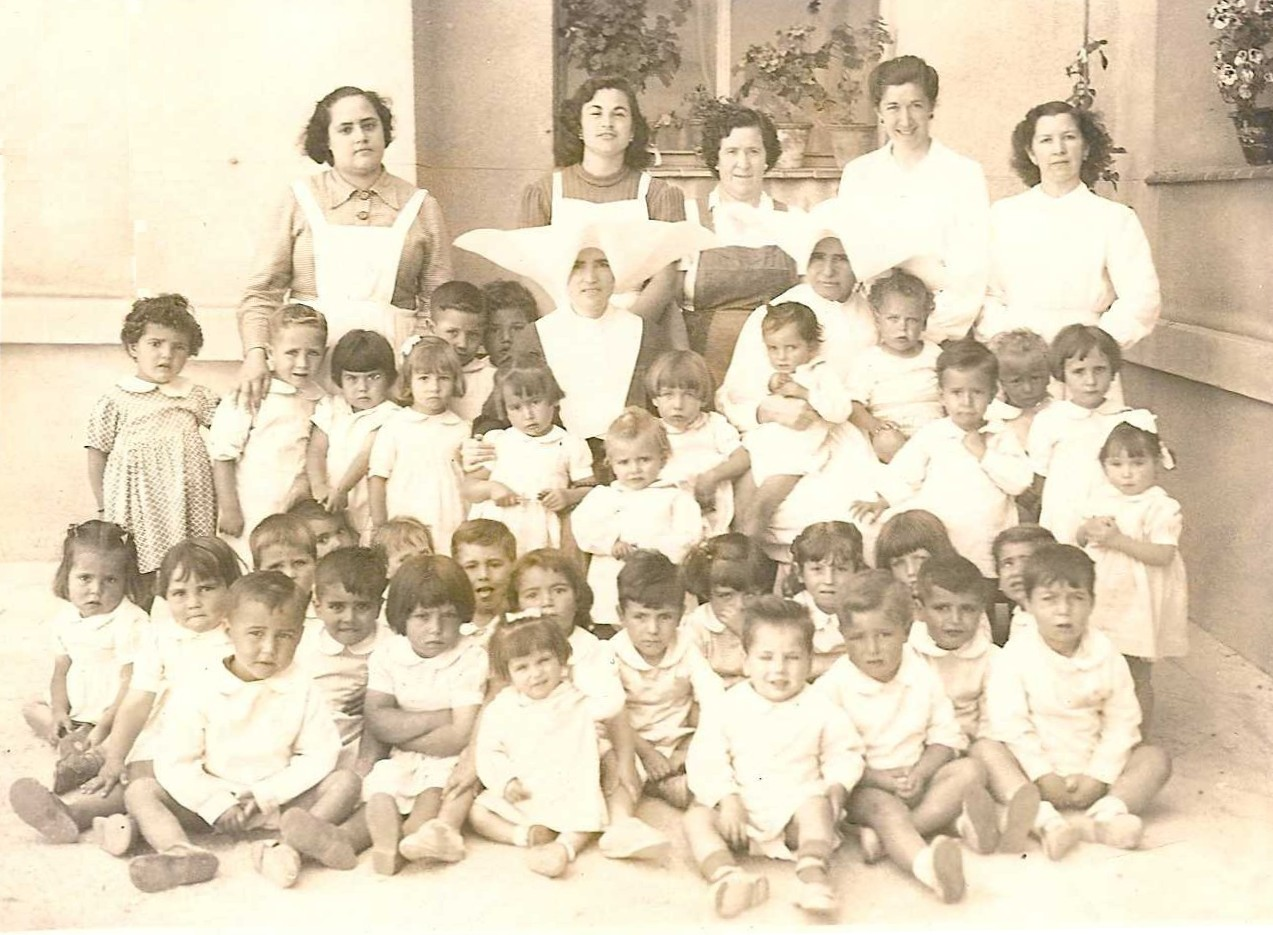
Alumnos de Ramón Indalecio Cardozo

El progreso real y definitivo del Paraguay debe fecharse desde 1925, época en que se pusieron en vigor los programas actuales y más precisamente desde el 14 de julio de 1930 en que comenzó a aplicarse, verdaderamente, por primera vez la escuela del porvenir bajo la forma del Plan Dalton. 
En 1931 como culminación de su labor educacional en la Dirección General de Escuelas realiza en la capital un Congreso Pedagógico, con una triple finalidad inmediata:
1. Estrechar la solidaridad entre los maestros con el conocimiento mutuo,
2. Comprobar el estado de preparación del magisterio nacional respecto a la escuela activa,
3. Escuchar la opinión del magisterio nacional sobre las ideas pedagógicas del Maestro Cardozo y discutir libremente con él para rectificar rumbos y ratificar principios.

Aquel encuentro marcó época en los anales pedagógicos del Paraguay. La intención del Maestro era ver algún día todo nacionalizado, a pesar de lo mucho que le debemos a nuestro vecino hermano la Nación Argentina en la formación inicial de nuestra cultura por la influencia, apoyo y colaboración de hombres e instituciones. Pero ya era tiempo de sentir, pensar y generar independientemente de acuerdo con nuestros propios espíritus y de nuestros propios intereses. Está en manos del educador formar esta pedagogía paraguaya, esa escuela modeladora del alma integral de la nacionalidad paraguaya.

## Sus últimas actividades
En 1932 después de haber desempeñado con dignidad y honradez el cargo de director general de Escuelas presenta su renuncia definitiva el 1 de noviembre, la que recién en marzo de 1933 lo aceptan, entonces presenta su solicitud de jubilación en la que le fue acordada 4 mil patacones.
Continúa con sus cátedras en el Colegio Internacional y en la Escuela Alemana. A fines de 1934 a raíz de una grave enfermedad fue trasladado a un Sanatorio de Buenos Aires y luego a comienzo de 1935 vuelve a retomar sus cátedras en el Colegio Internacional y Alemán.
En 1936 trabajó afanosamente en la redacción de sus libros “El Guairá” y “La Pedagogía de la Escuela Activa”
En octubre de 1937, por razones de salud volvió a Buenos Aires donde permaneció hasta el 12 de febrero de 1938 fecha en la que tomó el barco de vuelta a su tierra. Trabajó hasta fines de ese año en el Colegio Internacional. 
En 1939 bajo la presidencia del General Estigarribia fue nombrado Director de Tierras y Colonias, cargo que aceptó para colaborar con el nuevo gobierno.
En 1943 el 20 de abril fallece en Buenos Aires, República Argentina. Fue padre del historiador Efraím Cardozo, Presidente del Partido Liberal Radical.

## Las bases para la reforma
“La educación nueva, preconizada por la Pedagogía contemporánea, deberá ser realizada por la escuela activa que no es otra cosa que la institución social que enseña al niño de acuerdo con las leyes biológicas, psicológicas y sociológicas que rigen su desenvolvimiento. La actividad es una de las características de la niñez, principio ya enunciado por los grandes precursores, como Pestalozzi, y explotado en la educación por Froebel y Montessori, y la vida social es su destino”.

“La escuela activa toma al niño como niño, no como adulto, y lo deposita en el medio social donde hay trabajo, libertad, orden, disciplina y moralidad, en contacto con sus semejantes, y le deja para que, de acuerdo con sus intereses propios, se descentre, exteriorice sus instintos, sus inclinaciones y predisposiciones, sus energías biológicas, para ejercitársele las fuerzas y predisposiciones útiles, a fin de que se acrecienten, y combatir las inútiles, las perjudiciales, creárseles hábitos, costumbres, pensamientos, sentimientos convenientes. Educa por medio de la actividad tomada en su acepción lata, física, moral, mental y espiritual".
“La escuela nueva pone al niño en contacto con la naturaleza valiéndose del cultivo de la tierra, de las flores, de las plantas, del cuidado de los animales, de la elaboración de objetos con las materias primas arrancadas del lugar. No se propone formar agricultores, jardineros, ni profesionales, sólo se vale de esas actividades para despertar el espíritu, aguzar el ingenio, desarrollar el amor a la naturaleza, el sentimiento de solidaridad, educar la mano”
“La enseñanza activa convierte a la escuela en una comunidad de trabajo donde cada niño es un miembro activo de la sociedad infantil”
“La enseñanza activa transforma a la escuela en una imagen del medio social, en una prolongación del hogar común, con sus preocupaciones y sus luchas en el ambiente telúrico”

“En la escuela activa se cree en el niño y se espera de sus esfuerzos”

Con la implantación de esta reforma en la enseñanza primaria, el Paraguay se ubicaba en este orden, entre los primeros del continente en llevar a la práctica la nueva educación fundada en las escuelas pedagógicas más adelantadas de la época.

## Galería de Imágenes
|                         |
| Ramon Indalecio Cardozo |

|                       |
| Juana Sosa de Cardozo |

|                              |
| Ramon Indalecio Cardozo 1894 |

|                                                  |
| Antonio Taboada padre de Ramon Indalecio Cardozo |